# American Soldiers
American Soldiers is een Canadese oorlogsfilm uit 2005 onder regie van Sidney J. Furie, met in de hoofdrollen Curtis Morgan, Zan Calabretta, Jordan Brown,  Eddie Della Siepe en Paul Sturino.

## Verhaal
Irak, 2004: tijdens een routinemissie wordt een Amerikaanse patrouille in een hinderlaag gelokt en de jonge soldaten worden gedwongen hun training en vaardigheden snel in de praktijk te brengen. De Fedayeen-rebellen, een radicale vijand met superieure lokale kennis, betrekken hen al snel bij gevechten van man tot man en er volgt een wanhopige strijd om te overleven.

## Rolverdeling
| Acteur             | Personage                  | Opmerkingen           |
| ------------------ | -------------------------- | --------------------- |
| Curtis Morgan      | Spc. Tyler Jackson         |                       |
| Zan Calabretta     | Sgt. Delvecchio            |                       |
| Jordan Brown       | Spc. Cohen                 |                       |
| Eddie Della        | Siepe Pfc. Roy Pena        |                       |
| Paul Sturino       | Pfc. Dowdy                 |                       |
| Ben Gilbank        | Pfc. Aikens                |                       |
| Shaun Taylor       | Sgt. Ron Stalker           | als Shaun Garrett     |
| Brett Ryan         | Spc. Romeo                 |                       |
| Philippe Buckland  | Spc. Carver                |                       |
| Michael Belisaro   | Pfc. Johnson               | als Michael Belisario |
| Vince Salonia      | Lt. Ahmed                  |                       |
| James Gilbert      | National Guard Lt. Banning | als Jim Gilbert       |
| Jason Matheson     | National Guard Lt. Diggs   |                       |
| Alastair Love      | National Guard Sgt. Wilkes |                       |
| Josh Campbell      | National Guard Pfc. Kelly  |                       |
| Jesse Ryder Hughes | National Guard Spc. Cooper | als Jesse Hughes      |

## Release en ontvangst
In 2005 werd de film op dvd uitgebracht in Brazilië en in 2006 in Hongarije, Zweden, de Verenigde Staten en Griekenland. De film verscheen ook in Australië, Bulgarije, Italië, de Filipijnen, Polen, Rusland, Spanje en Duitsland.
De critici waren vernietigend over de film. DVDtalk vond de film vooral sukkelachtig en saai. Cinemagazine ging een stuk verder en noemde de film een walgelijk staaltje propaganda vol van stereotypen, die bovendien slecht gemonteerd is en waarin slecht geacteerd wordt.